# فیلادلفیا اینترنشنال رکوردز
فیلادلفیا اینترنشنال رکوردز (انگلیسی: Philadelphia International Records) شرکت نشر موسیقی آمریکایی است، که در سال ۱۹۷۱ تأسیس شد.